# Auroville
Auroville (« la ville de Sri Aurobindo » mais aussi « la ville de l'Aurore ») est une ville expérimentale située en Inde, pour la majeure partie dans le district de Viluppuram dans l'État du Tamil Nadu et pour le reste dans le territoire de l'Union de Pondichéry.
Elle fut créée en 1968 par Mirra Alfassa (Mirra Richard), plus connue sous le nom de la Mère et compagne spirituelle du philosophe indien Sri Aurobindo. Auroville a pour vocation d'être, selon les termes de sa conceptrice, « le lieu d'une vie communautaire universelle, où hommes et femmes apprendraient à vivre en paix, dans une parfaite harmonie, au-delà de toutes croyances, opinions politiques et nationalités ».
En 2024, la ville compte 3 300 habitants. Elle est réputée pour ses réussites dans les domaines de l’architecture durable, de la régénération des sols, de la gestion des déchets ou encore de l’économie solidaire.

Le symbole d'Auroville

## Histoire

### Projet
En 1954, Mirra Alfassa (la Mère) présente le projet en ces termes : « Il devrait y avoir quelque part sur la Terre un lieu dont aucune nation n'aurait le droit de dire : « Il est à moi » ; où tout être humain de bonne volonté ayant une aspiration sincère pourrait vivre librement comme un citoyen du monde, en n'obéissant qu'à une seule autorité, celle de la vérité suprême. ».
Au centre d'Auroville, se trouvera le Matrimandir (« la Maison de la Mère »), considéré par Mirra Alfassa comme l'âme du lieu. Le projet prévoit quatre zones (internationale, culturelle, industrielle, résidentielle) aménagées autour du Matrimandir et occupant 25 km2 (actuellement 10 km2 sont réalisés). La ville est censée avoir la forme d'une galaxie spirale une fois sa construction achevée. Conçue par l'architecte français Roger Anger, Auroville est prévue pour accueillir 50 000 habitants.
En 1966, l'UNESCO retient le principe de la ville.
À leur arrivée, les pionniers trouvent un site aride, sans eau. Ils creusent des puits et, pour faciliter le pompage, installent des éoliennes, des réseaux d'évacuation et d'adduction d'eau. Plus de deux millions d'arbres et d'arbustes sont plantés en quatre décennies dans ce qui était un désert.

### Inauguration
Auroville est inaugurée le 28 février 1968, sous l'égide de l'Unesco et en présence du président de la république de l'Inde et de représentants de 124 pays. Lors de la cérémonie, un garçon et une fille représentant chacun des 124 pays du monde, versent une poignée de terre de leur sol natal dans une urne en forme de lotus en signe de fraternité universelle.
Selon un consul, une pierre inaugurale aurait été installée au centre du lieu. De nombreux capitaux auraient permis la création de la cité, alors que ce territoire aurait peu de ressource en eau.
En 1972, l'Unesco édite une brochure sur la ville à quatre millions d'exemplaires.

### Évolution
En 1995, 27 ans après sa fondation, Auroville rassemble 1 100 personnes issues de 30 pays, sont organisés en unités de travail telles que régénération environnementale, développement du village, agriculture bio, énergie alternative, théâtre, musique, et art.
En 2024, la cité connaît des difficultés liées au désenchantement d'une part, au nationalisme hindou d'autre partmais c'est surtout le capitalisme qui semble être le véritable moteur de sa destruction progressive. Elle subit une urbanisation autoritaire, « un plan de croissance à marche forcée », elle est « brisée par le pouvoir et les promoteurs ».  

## Charte
Une charte en quatre points, exprimant sa vision de la ville, est lue par la Mère :
1. Auroville n'appartient à personne en particulier. Elle appartient à toute l'Humanité. Mais pour y séjourner, il faut être le serviteur volontaire de la Conscience Divine ;
2. Auroville sera le lieu de l'éducation perpétuelle, du progrès constant, et d'une jeunesse qui ne vieillit point ;
3. Auroville veut être le pont entre le passé et l'avenir. Profitant de toutes les découvertes extérieures et intérieures, elle veut hardiment s'élancer vers les réalisations futures ;
4. Auroville sera le lieu des recherches matérielles et spirituelles pour donner un corps vivant à une unité humaine concrète.

Conformément à la croyance de la Mère que l'ère de la religion est derrière nous et doit faire place à une ère de spiritualité transcendant la religion, la charte d'Auroville dit catégoriquement « pas de religions ».

## Plan
Au centre d'Auroville, se trouve la zone de la Paix, laquelle abrite le Matrimandir et ses jardins, l'amphithéâtre contenant l'Urne de l'Humanité et un lac censé créer une ambiance de calme et réapprovisionner la nappe phréatique.
Quatre zones s'ordonnent autour de cette zone centrale :
- la zone industrielle : s'étendant sur 109 hectares au nord de la zone de la Paix et du Matrimandir, elle sert à abriter les industries vertes, les centres de formation, l'artisanat, et les services administratifs de la ville ;
- la zone résidentielle : couvrant 189 ha au sud de la zone de la Paix, elle est réservée à l'habitat sur 45 % de sa superficie et à la verdure sur 55 % ;
- la zone internationale : située à l'ouest de la zone de la Paix, elle est destinée, avec ses 74 ha, à accueillir des pavillons nationaux et culturels, regroupés par continents ;
- la zone culturelle : couvrant 93 ha à l'est de la zone centrale, elle est vouée aux activités éducatives, artistiques, culturelles et sportives.

Autour de ces quatre zones périphériques s'étend une ceinture verte de 1,25 km de rayon, regroupant fermes biologiques, laiteries, vergers, forêt, habitat protégé pour la faune. Elle est censée fournir bois de construction, nourriture, remèdes, et servir de lieu de détente et de poumon vert.

## Administration
Après la mort de Mirra Alfassa en 1973, la question principale à Auroville est de savoir quelle structure va gérer la ville : l'ashram de Sri Aurobindo qui, dans les faits, contrôle Auroville, ou bien la Sri Aurobindo Society, qui en possède le contrôle juridique ? En 1981, des habitants d'Auroville parviennent finalement à convaincre le gouvernement indien de retirer le contrôle juridique à la Sri Aurobindo Society et de le remettre au gouvernement par le biais d'une structure juridique adaptée. À partir de cette date, un représentant du gouvernement commence à résider à Auroville. La charte d'Auroville, et en particulier son article numéro 1, est donnée en référence de cette volonté d'indépendance par rapport à l'ashram.
En 1988, le parlement indien vote une loi accordant à ce grand village de 20 km2 un statut unique dans le pays. Son administration est désormais entre les mains d'un conseil d'administration non-élu de sept membres nommés par le gouvernement de l'État, choisis parmi les contributeurs du projet. Le président et le secrétaire du conseil d'administration, en particulier, sont non-élus et désignés par l'État,. Le conseil d'administration dispose de tous les pouvoirs. Il existe également une assemblée des résidents qui s'occupent des affaires internes d'Auroville : admission ou exclusion des membres, organisation d'activités diverses, collecte de fonds et formulation de recommandations auprès du conseil d'administration. Certaines de ses activités sont soumises à l'approbation du conseil d'administration, d'autres ne doivent pas rencontrer son opposition. Il existe aussi un comité consultatif international, lui aussi nommé par l'État. Il a également un rôle de conseil auprès du conseil d'administration et peut organiser certaines activités.
Le gouvernement peut dissoudre unilatéralement la fondation, à partir du moment où il laisse la possibilité raisonnable à la fondation de présenter une délégation contre la dissolution. En cas de dissolution, la ville est placée sous la direction d'administrateurs désignés par l'État et tous ses biens sont confisqués. Cependant, la dissolution peut être décidée temporairement, et la fondation reconstituée après un délai déterminé.
Enfin, la fondation est subventionnée par l'État.
Depuis, les habitants étrangers bénéficient d'un statut préférentiel pour leur visa (un an renouvelable contre six mois pour les touristes).
En 2021, l'État indien nomme Jayanti Ravi, une haute fonctionnaire proche du premier ministre Narendra Modi, à la tête de la Fondation d’Auroville. Elle affiche son mécontentement face à la croissance trop lente de la ville et décide de la construction de routes et d’immeubles, avec l’objectif d’accueillir 50 000 habitants. Surtout, elle impose un système de gouvernance autoritaire, à rebours de la tradition démocratique d’Auroville. Les décisions sont prises sans concertations, un nouveau règlement intérieur dissuade les habitants de parler à la presse et d’héberger des visiteurs, et certains Européens sont expulsés. Des terrains sont par ailleurs cédés à des promoteurs.

## Population
Décembre 2023 : l'agglomération d'Auroville est constituée d'environ 90 communautés réparties sur une vingtaine de km2. Population internationale d'environ 3 300 résidents de 60 nationalités dont les principales sont, dans l'ordre : Inde (52 %), France (14 %), Allemagne (7 %), Italie (5 %), États-Unis (4 %), Pays-Bas (4 %), Russie (2 %)…

## Unités de travail
Les Auroviliens sont organisés en unités de travail fonctionnant avec le concours de 4 000 salariés villageois, dont de nombreuses femmes (promotion de l'émancipation féminine).
Liste non exhaustive :
- Forecomers (agriculture et technologies de substitution),
- Aurelec (informatique),
- Fertile (reboisement et agriculture),
- Révélation (reboisement et agriculture)
- Nine Palms (reboisement et agriculture),
- Meadows (reboisement et agriculture),
- Fraternity (communauté artisanale travaillant avec les villageois tamouls),
- Aspiration (éducation, santé et activité du village).
- Center for Scientific Research (fours solaires, biogaz, recyclage de l'eau  (fontaine Mélusine[27]), deux-roues électriques, etc.)
- Aurospirul (production de près de 4 tonnes de spiruline/an dans un environnement forestier)
- nombreuses écoles accueillant environ 5 000 enfants des villages tamouls environnants
- plusieurs centres de santé (dispensaires, dentistes)
- Auroville Press (imprimerie créée il y a quarante-cinq ans, éditions de livres, livrets, brochures en différentes langues)
- Language Lab (laboratoire d'apprentissage d'une dizaine de langues et premier centre Tomatis de l'Inde)
- Centre d'accueil des Visiteurs (1 million de visiteurs/an)
- Stages en énergies renouvelables et reboisement : environ 2 000 stagiaires (longue durée) internationaux/an
- Chambres d'hôtes : environ 200, du plus basique au plus confortable

## Vivre à Auroville
Pour devenir membre d'Auroville, il faut faire ses preuves pendant un an, il faut un visa indien de type X (abréviation de l'anglais extensible, « renouvelable ») permettant de résider en Inde, ainsi que l'argent nécessaire pour vivre au moins un an sans être rémunéré pour son travail.
Tous les biens immobiliers (terrains, maisons, puits) sont la propriété de la fondation Auroville, la propriété privée est interdite. Pour devenir l'occupant d'une maison existante, il faut faire don à la fondation du montant équivalent à la valeur de la maison. Pour bâtir une maison et en devenir l'occupant, il faut également faire un don à la fondation.
Éducation, soins médicaux de base, culture et activités sportives sont gratuits. Pour le reste, ceux qui n'ont pas de revenus touchent une allocation de 5 000 roupies (environ 64 €) par mois. De l'argent virtuel, débité pour les achats effectués à Auroville, les factures d'électricité ou de restauration. Impossible néanmoins de se contenter de cette somme : le nouvel arrivant doit pourvoir aux frais de location, puis de construction de son logement ; ce pécule ne peut suffire à qui souhaite voyager ou payer des études supérieures à ses enfants. Pour pallier ce problème, certains ont fait le pari d'une unité commerciale à Auroville même : hébergement des invités, fabrication d'encens, de produits « bio », de vêtements, d'objets artisanaux, etc. (une partie des bénéfices commerciaux est reversée à la communauté).

## Constructions majeures

### Le Matrimandir
Qualifié de « gigantesque balle de golf dorée » et de « simili Epcot Center » par le guide Lonely Planet pour l'Inde méridionale, le Matrimandir est visible de tous les points du territoire de la ville. Il contient une chambre intérieure, revêtue de marbre blanc, qui abrite un globe de verre de 70 cm de diamètre réputé le plus gros au monde. Conçue comme lieu destiné à la méditation, cette chambre ne renferme ni fleurs, ni encens, ni musique susceptibles d'évoquer un  édifice religieux. Elle est ouverte aux visiteurs sur demande.

### Autres bâtiments
- Le centre des visiteurs : on y trouve plusieurs photos d'Auroville à l'origine, des livres, une restauration et un amphithéâtre.
- La maison de l'Inde (Bharat Niwas) : bâtiment voué à la culture d'Auroville et comprenant des amphithéâtres, des cinémas, une bibliothèque, etc..
- Le laboratoire des langues : lieu commun d'échanges pour l'étude et l'apprentissage des langues.
- La cuisine solaire : cuisine peu chère pour les Aurovilliens et les résidents, un peu plus chère pour les personnes extérieures.
- Le coin des nouvelles créations : restaurant classique, avec serveurs, à côté du réfectoire Nouvelles créations.

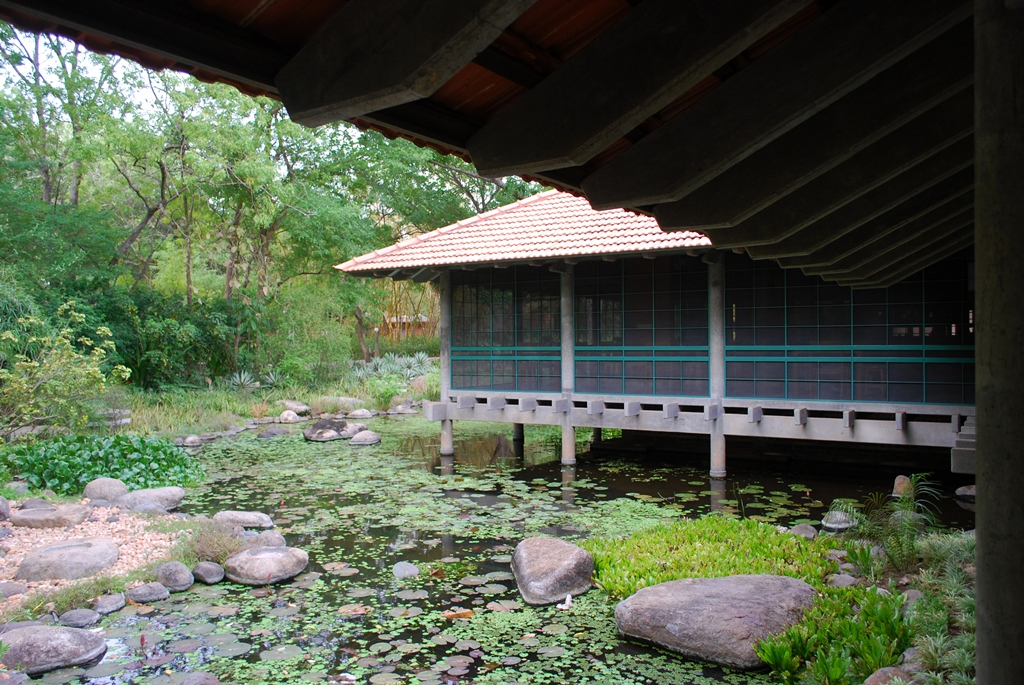
Maison d'hôtes Afsana.
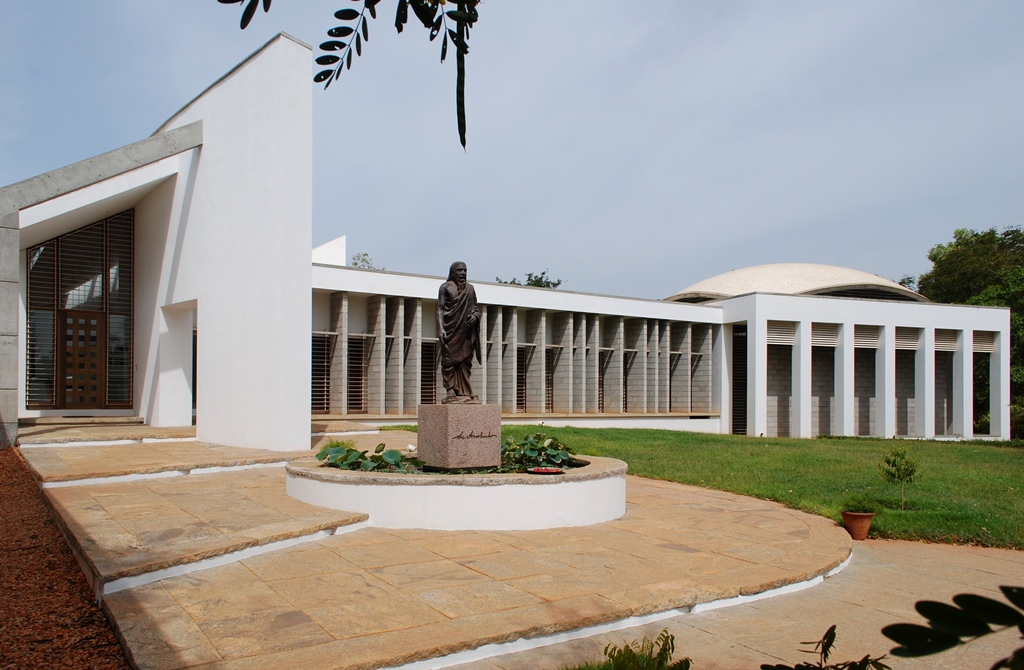
Savitri Bhawan.
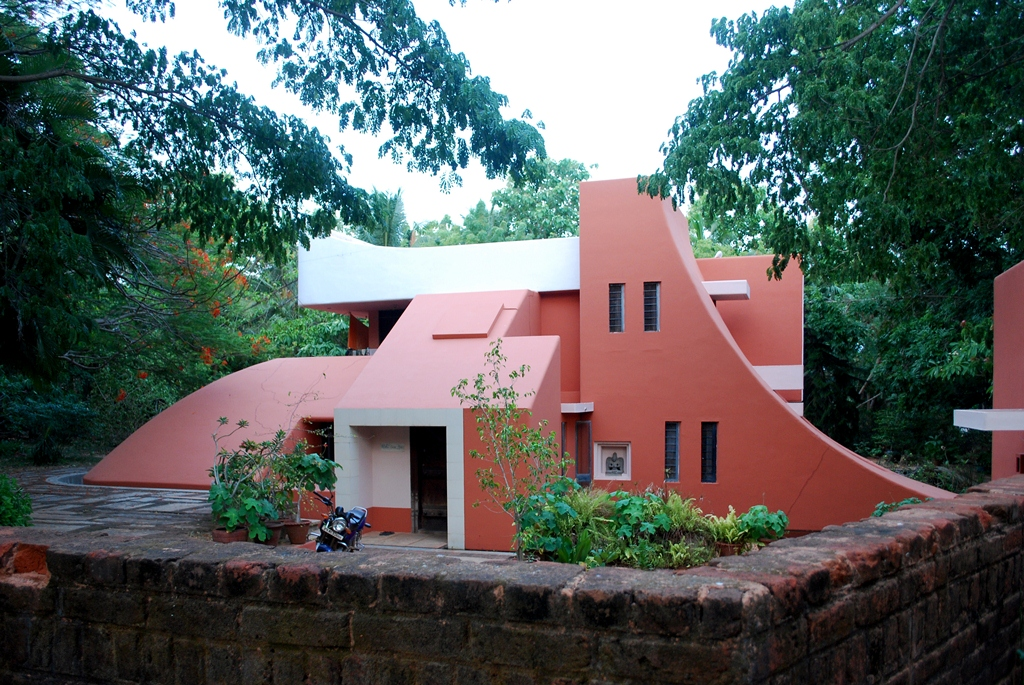
Maison sculpturale.
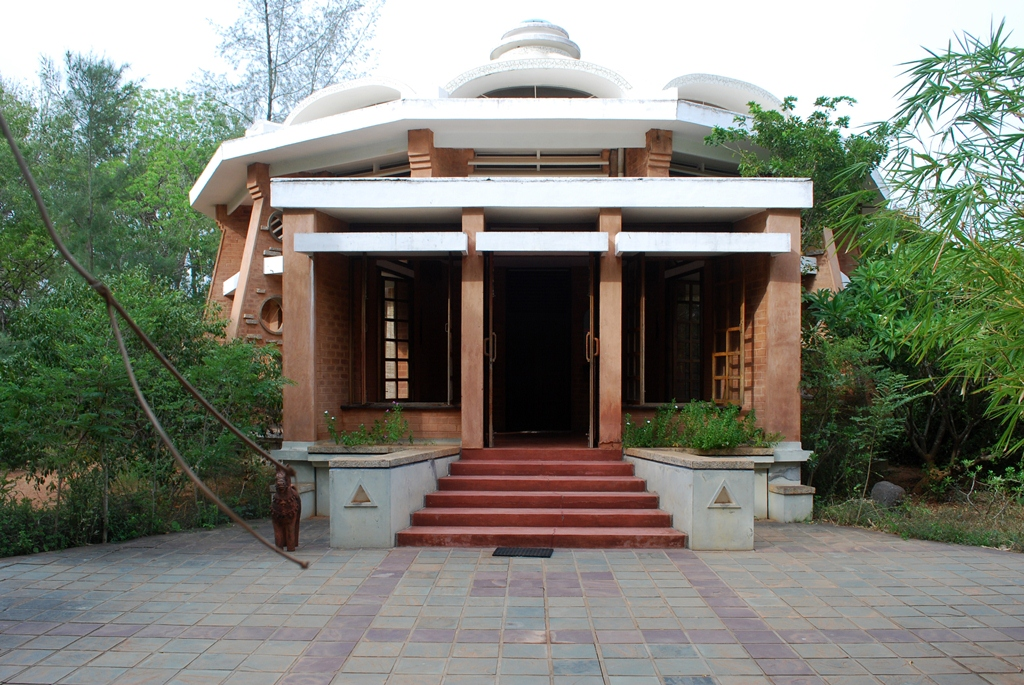
Façade du centre d'apprentissage Vérité.
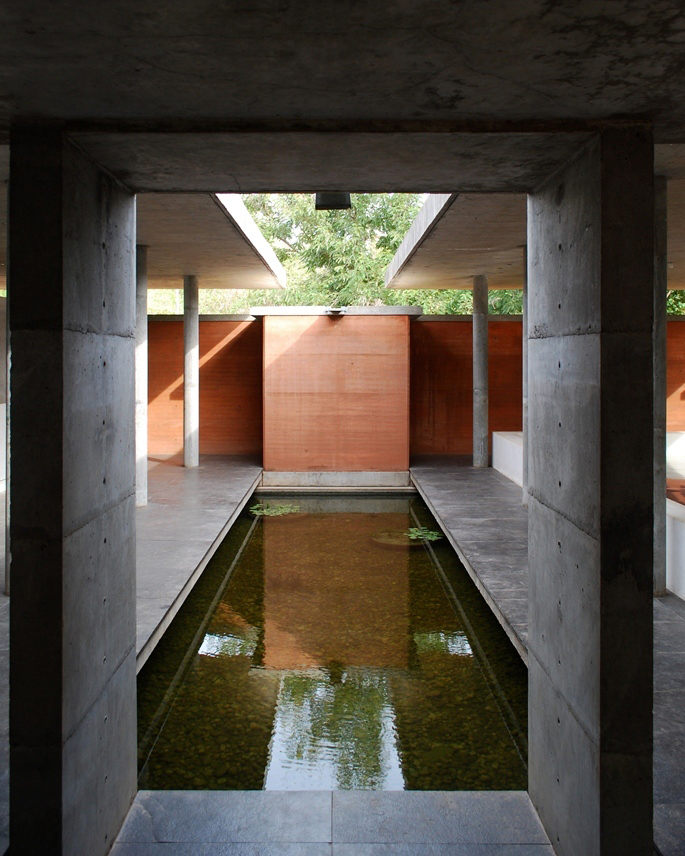
Intérieur du centre d'apprentissage Vérité.
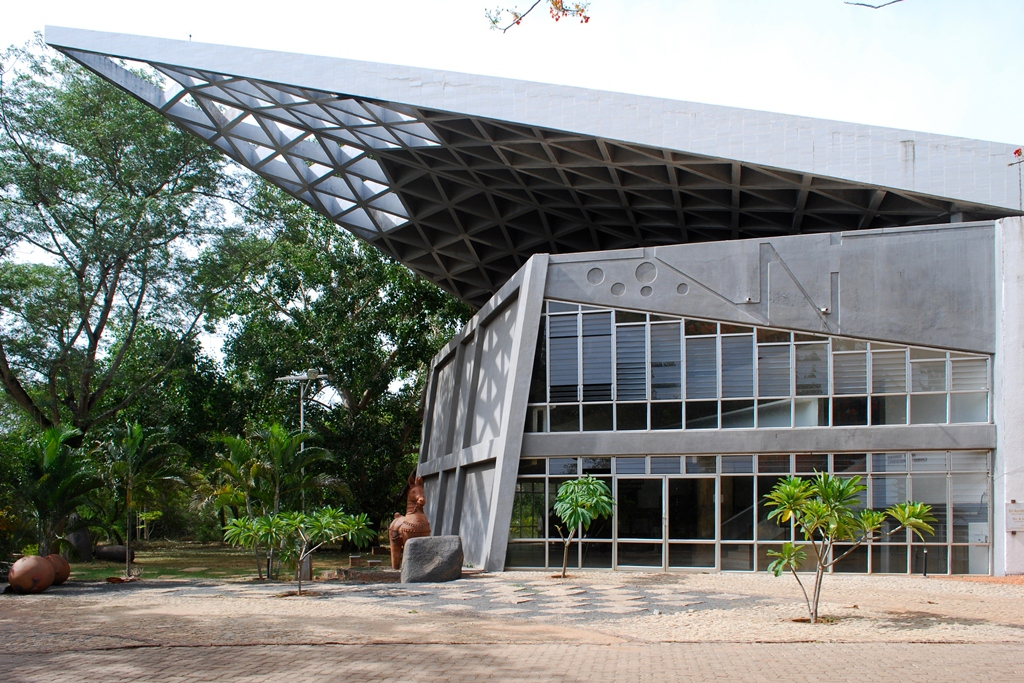
Maison de l'Inde (Bharat Niwas).

### Le pavillon de la culture tibétaine
Construit dans la zone internationale, le pavillon de la culture tibétaine, financé par l'Inde est, avec celui de ce pays, le seul existant à Auroville. Claude Arpi en est le directeur. La journaliste Ann Riquier a participé à sa création.
Le 14e dalaï-lama se rendit, en 1993, à Auroville pour poser la première pierre du futur pavillon. Il versa, en 1996, 100 000 roupies (environ 3 000 dollars), pour amorcer la mise de fonds nécessaire à l'achèvement des travaux. Par la suite, chaque ministère de l'administration centrale tibétaine à Dharamsala versa également 3 000 euros au projet.
L'architecture du pavillon s'inspire des plans du Mandala du Kalachakra et ses différentes pièces sont disposées symétriquement autour d’une cour centrale.
Le 14e dalaï-lama inaugura le pavillon le 20 janvier 2009.

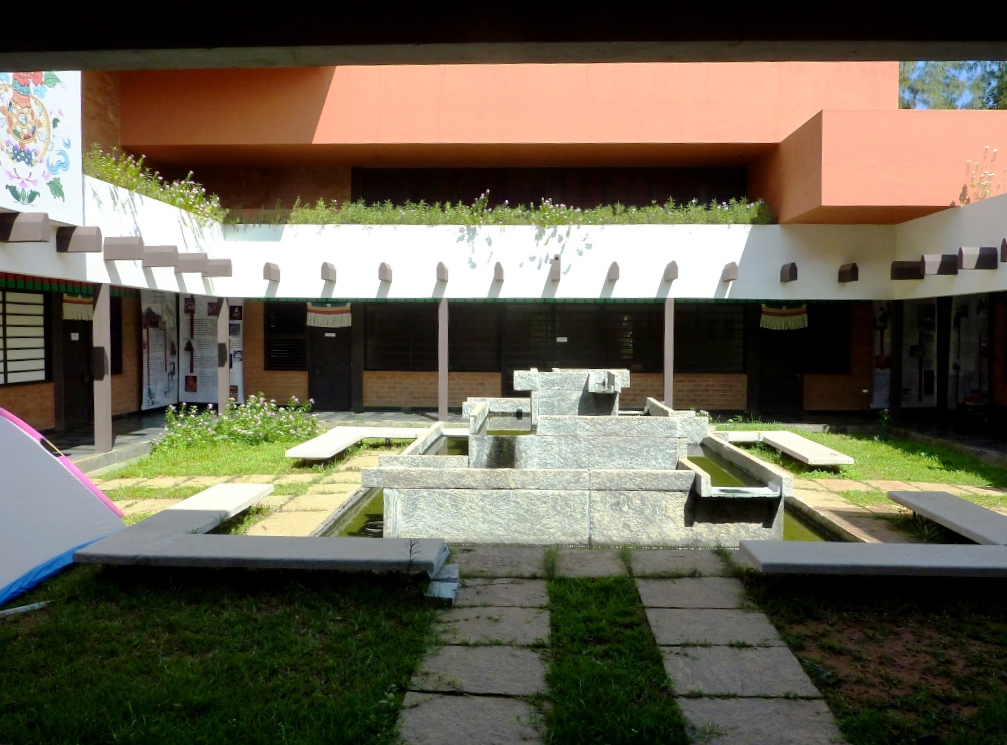
Cour du pavillon.
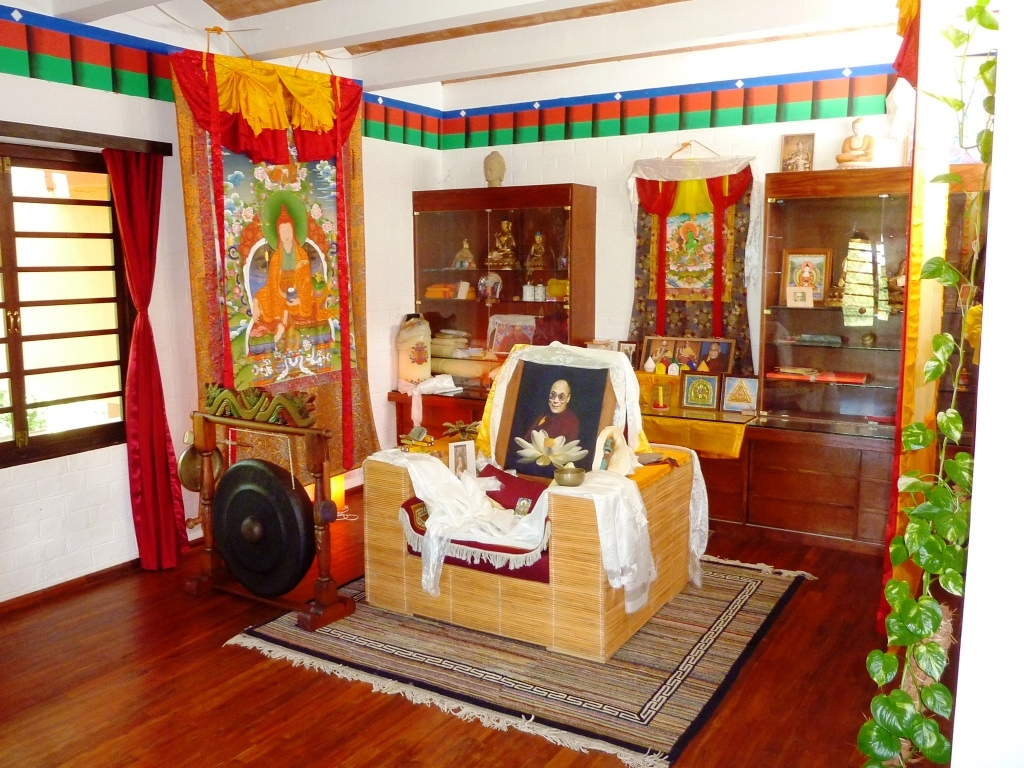
Pièce du pavillon.

## Dans la culture populaire
Le pianiste Michel Graillier du groupe Magma a composé un titre instrumental intitulé Auroville.
Le groupe Triangle a enregistré une chanson baptisée Auroville sur son album Homonymie en 1973.[réf. nécessaire]

### Émissions de radio
- Affaires sensibles, France Inter : Auroville - Histoire d’une utopie; émission du 14 mars 2019, invité Thierry Paquot, présenté par Fabrice Drouelle.
- « En Inde, les réponses de la cité utopique d'Auroville aux défis contemporains », sur France Culture, 24 décembre 2021.
- Trente ans après : Auroville, ethnologie d'un rêve, sur INA, 19 octobre 1999.
- Angélique Bouin et Valérie Cantié, « Auroville idéale », Interception (émission de France Inter), 18 mai 2008.

### Émissions de télévision
- « Auroville » Documentaire (France, 115 min, 1973) de Maurice Dugowson, Nicole Avril et Jean-Pierre Elkabbach.
- « Auroville, histoire d'une utopie » Documentaire (France, 40 min, 2008) d'Hélène Risser, coproduit par Public Sénat et l'INA (à  l'occasion de la célébration par l'UNESCO des 40 ans d'Auroville).
- « Auroville, Inde » Documentaire (Autriche, 26 min, 2022) de Diego Breit (un épisode de la série documentaire « Construire des visions » diffusée sur Arte).